# Складисте
Складисте (пол. Składziste) — лемківське село на Закерзонні, в Польщі, у гміні Лабова Новосондецького повіту Малопольського воєводства.
Населення — 175 осіб (2011).

## Розташування
Лежить на берегах потоку Фельчин — лівої притоки річки Камениця Навойовська (права притока Дунайця) в Низьких Бескидах неподалік від державної дороги № 75.

## Історія
В 1600 році Складисте відповідно до угоди в переліку 25 гірських сіл перейшла від князів Острозьких до князів Любомирських.
З листопада 1918 по січень 1920 село входило до складу Лемківської Республіки.
До середини XX ст. в регіоні переважало лемківсько-українське населення. У 1939 році з 560 жителів села усі 560 — українці. На 1936 р. в селі було 305 греко-католиків парафії Матієва Мушинського деканату; метричні книги велися з 1756 року.
Після Другої світової війни Лемківщина, попри сподівання лемків на входження в УРСР, була віддана Польщі, а корінне українське населення примусово-добровільно вивозилося в СРСР. Згодом, у період між 1945 і 1947 роками, в цьому районі тривала боротьба між підрозділами УПА та радянським військами. Ті, хто вижив, 1947 року під час Операції Вісла були ув'язнені в концтаборі Явожно або депортовані на понімецькі землі Польщі, натомість заселено поляків.
У 1975—1998 роках село належало до Новосондецького воєводства.

## Демографія
Демографічна структура станом на 31 березня 2011 року:
|          | Загалом | Допрацездатний вік | Працездатний вік | Постпрацездатний вік |
| -------- | ------- | ------------------ | ---------------- | -------------------- |
| Чоловіки | 88      | 24                 | 56               | 8                    |
| Жінки    | 87      | 27                 | 47               | 13                   |
| Разом    | 175     | 51                 | 103              | 21                   |